# 마사 레이

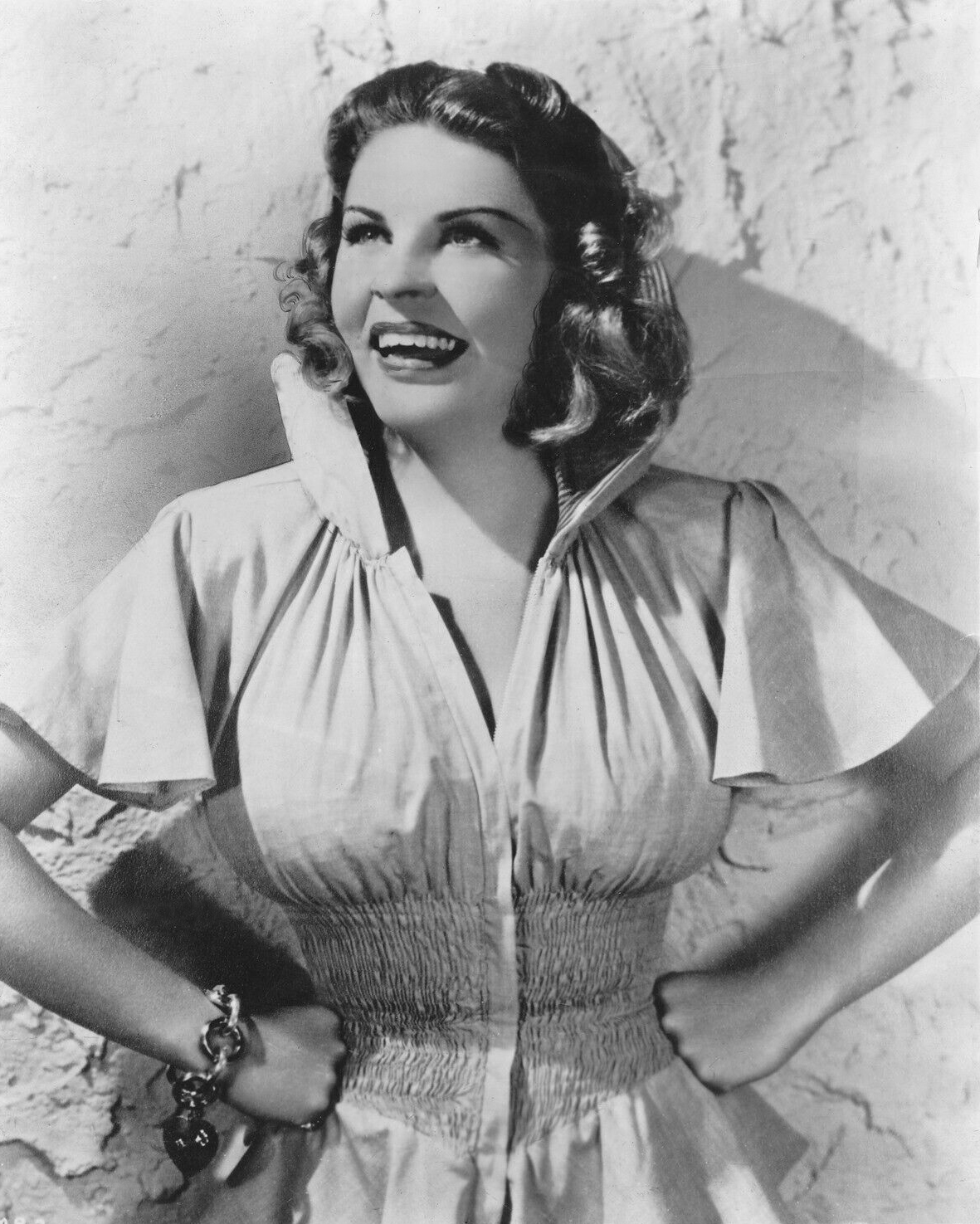

마사 레이(Martha Raye, 1916년 8월 27일 ~ 1994년 10월 19일)는 미국의 배우, 가수, 연극 배우, 텔레비전 배우, 영화배우이다.
뷰트에서 태어났으며 로스앤젤레스에서 사망하였다. 사인은 폐렴이다.

## 영화
- 이상한 나라의 앨리스 (1985년)
- 에어포트 79 (1979년)
- 사랑의 유람선 (1977년)
- 형사 맥밀란 (1971년)
- 퍼픈스터프 (1970년)
- 빌리 로즈스 점보 (1962년)
- 살인광 시대 (1947년)
- 핀 업 걸 (1944년)
- 포 질스 인 어 지프 (1944년)
- 네이비 블루스 (1941년)
- 더 보이즈 프롬 시러큐스 (1940년)
- 네버 세이 다이 (1939년)
- 기브 미 어 세일러 (1938년)
- 콜리지 스윙 (1938년)
- 빅 브로드캐스트 오브 1938 (1938년)
- 더블 오어 노씽 (1937년)
- 아티스트 & 모델 (1937년)
- 와이키키 웨딩 (1937년)
- 콜리지 홀리데이 (1936년)
- 리듬 온 더 레인지 (1936년)
- 빅 브로드캐스트 오브 1937 (1936년)